# Angraecum leonis
Angraecum leonis är en orkidéart som först beskrevs av Heinrich Gustav Reichenbach, och fick sitt nu gällande namn av Éduard-François André. Angraecum leonis ingår i släktet Angraecum och familjen orkidéer. Inga underarter finns listade i Catalogue of Life.
Artens utbredningsområde anges som Komorerna, Mayotte och Madagaskar.

## Bildgalleri

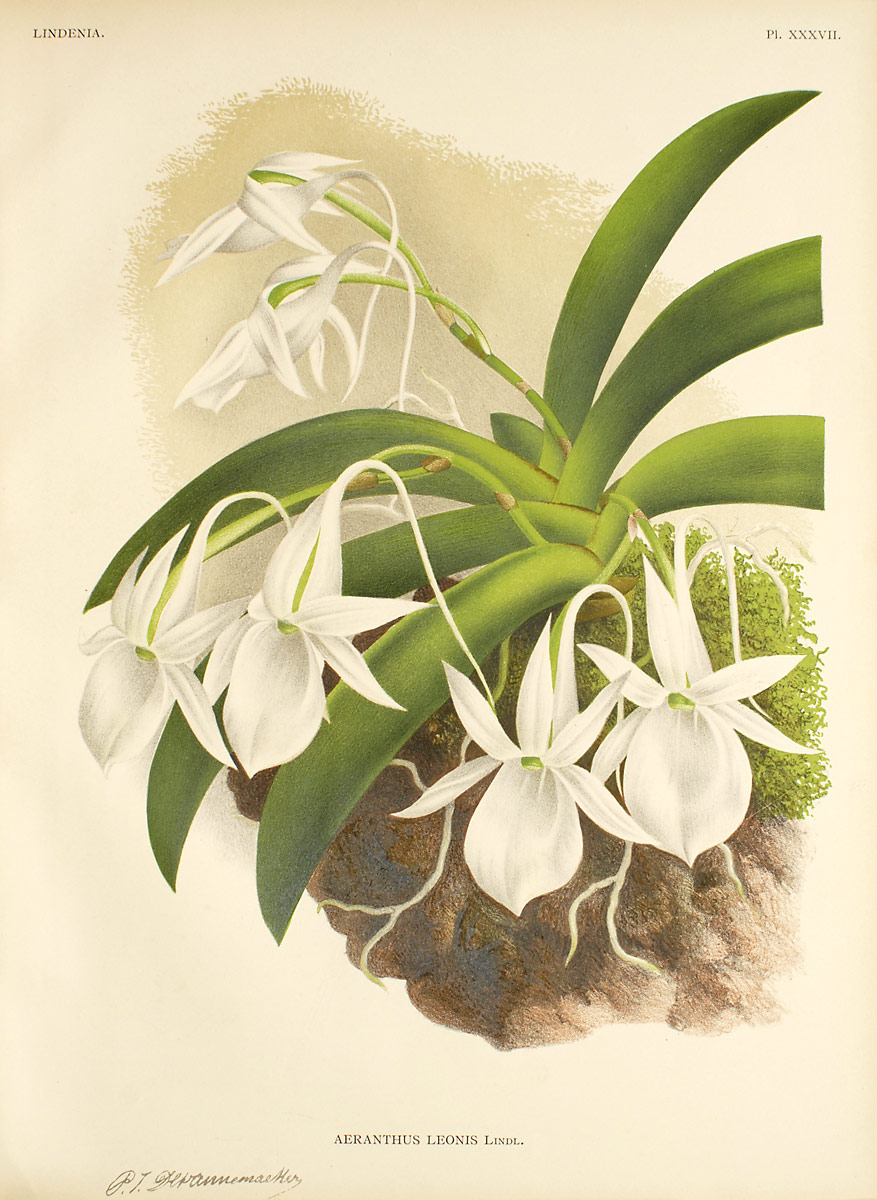
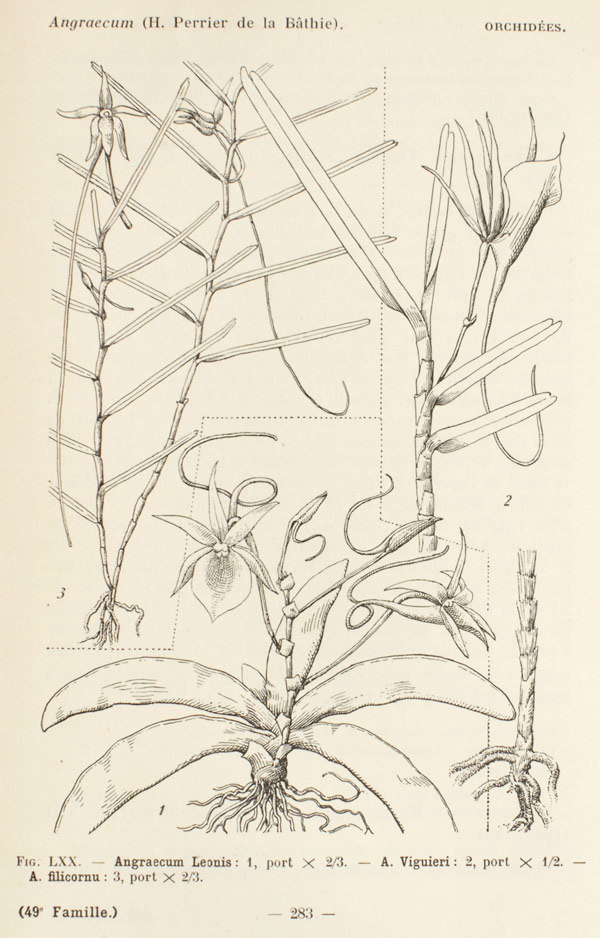